# فرناند هيبرت
فرناند هيبرت (بالفرنسية: Fernand Hibbert)‏ (3 أكتوبر 1873، ميراغوان في هايتي - 19 ديسمبر 1928، بورت أو برانس في هايتي)؛ كاتب مسرحي، صحفي، دبلوماسي، سياسي وروائي هايتي. درس في جامعة باريس.